# Molineria trichocarpa
Molineria trichocarpa là một loài thực vật có hoa trong họ Hypoxidaceae. Loài này được (Wight) N.P.Balakr. mô tả khoa học đầu tiên năm 1967.